# Pesa 301Dd
Pesa 301Dd (seria ST45) – normalnotorowa lokomotywa towarowa zmodernizowana przez zakłady Pesa w Bydgoszczy dla spółki PKP Cargo. Powstała w wyniku modernizacji serii SU45, która polegała na wymianie silnika 2112SSF na MTU o tej samej mocy i zmianie stosunku przekładni, przez co jest możliwe ciągnięcie przez lokomotywę ciężkich składów towarowych. Modernizacji uległa także kabina maszynisty, gdzie zastosowano klimatyzację, pulpit maszynisty oraz system kontroli jazdy Lokel-Intelo, który komunikuje się z maszynistą przy pomocy dotykowego wyświetlacza.

## Historia

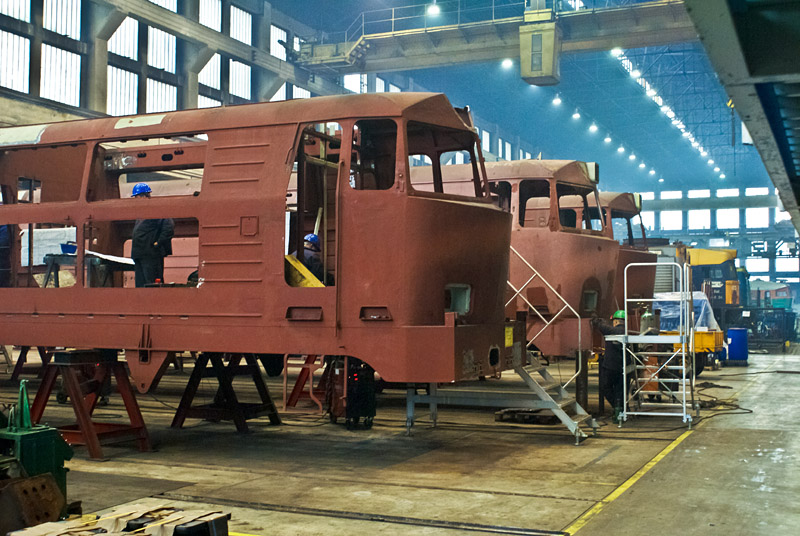
Spalinowozy ST45-04, 03 i 02 podczas modernizacji (2007)

Po wielu latach niedoinwestowania polskich kolei tabor (a szczególnie towarowe lokomotywy spalinowe) wymagał modernizacji. Nowe pojazdy były zbyt drogie stąd postanowiono zmodernizować już posiadane. Prace nad modernizacją rozpoczęto od lokomotyw ST44 i SM42. SU45, z których powstała seria ST45, nie brano początkowo pod uwagę, ponieważ były konstrukcją nowocześniejszą niż radzieckie ST44. Nie były również wykorzystywane do typowej pracy towarowej (wiele z tych lokomotyw obsługiwało wtedy pociągi osobowe i pospieszne). Zapowiedzi modernizacji kilku lokomotyw serii SU45 pojawiły się pod koniec 2007.
Przebudowa lokomotyw SU45 na ST45 została wykonana przez bydgoskie zakłady Pesa na podstawie dokumentacji technicznej opracowanej przez Instytut Pojazdów Szynowych „Tabor”. Wcześniej w tych zakładach gruntownie zmodernizowano inne lokomotywy spalinowe. Jako pierwszą zmodernizowano lokomotywę SU45-112, która ze względu na zmianę parametrów i oznaczenia dostała numer boczny ST45-01. Umowa zawarta pomiędzy PKP Cargo a Pesą zakładała zmodernizowanie 20 lokomotyw SU45 na ST45 w ciągu 2 lat.
Pierwsze jazdy próbne były zaplanowane na 27 maja 2009, lecz debiut ten został przesunięty na 29 maja. Odcinkiem sieci PLK, na którym miała miejsce jazda próbna, była trasa Bydgoszcz–Laskowice Pomorskie–Bydgoszcz. Na tym odcinku odbywały się również kolejne jazdy testowe skrócone czasem do relacji Bydgoszcz–Terespol Pomorski–Bydgoszcz.
30 maja 2011 seria otrzymała dopuszczenie do ruchu na terenie Czech, już wcześniej lokomotywy ST45 posiadały dopuszczenie do eksploatacji na Słowacji. 26 sierpnia lokomotywa ST45-04 prowadziła próbny pociąg z samochodami Fiat na czeskim odcinku Petrovice u Karviné – Břeclav.
Do 9 sierpnia 2013 powstało 19 lokomotyw serii ST45.

## Konstrukcja
ST45 jest zmodernizowaną wersją SU45, stąd większość rozwiązań technicznych pozostało bez zmian.
Podczas modernizacji zastosowano czterosuwowy 12-cylindrowy silnik wysokoprężny MTU 4000 o mocy znamionowej 1500 kW (2040 KM), produkowany przez MTU Friedrichshafen. Pomimo mniejszej pojemności skokowej silnika i znacznie mniejszej masy, jego moc została obniżona do identycznej jak w silniku 2112SSF. Minimalne zmniejszenie mocy z 1500 kW na 1300 kW wiąże się z pozostawieniem oryginalnych silników trakcyjnych nie przystosowanych do większej mocy agregatu. Zredukowanie mocy miało też na celu, podobnie jak obniżenie masy własnej pojazdu, zmniejszenie zużycia paliwa. Po modernizacji lokomotywa spełnia normy emisji spalin Euro 3.
Podczas modernizacji nie zmieniono w znaczący sposób elementów systemu grzewczego. Jedynie wymontowano elementy ogrzewania składu, która jest zbędna w lokomotywach towarowych. W celu poprawy warunków pracy maszynistów wnętrze kabin jest klimatyzowane.
Modyfikacji uległa instalacja elektryczna. W ST45 zamiast tradycyjnych typowo polskich dużych lamp zastosowano lampy halogenowe i LED (czerwone) wbudowane w czoła lokomotywy. Zlikwidowane zostały tradycyjne gniazda na ścianach czołowych, które zostały zastąpione jednym zdolnym do przesyłania również informacji pomiędzy komputerami pokładowymi.
Dwie ST45 (01 i 04), które były na stanie Śląsko-Dąbrowskiego Zakładu PKP Cargo zostały wyposażone w system sygnalizacji kabinowej LS-90. System ten jest niezbędny do poruszania się po sieci kolejowej w Czechach.

## Eksploatacja

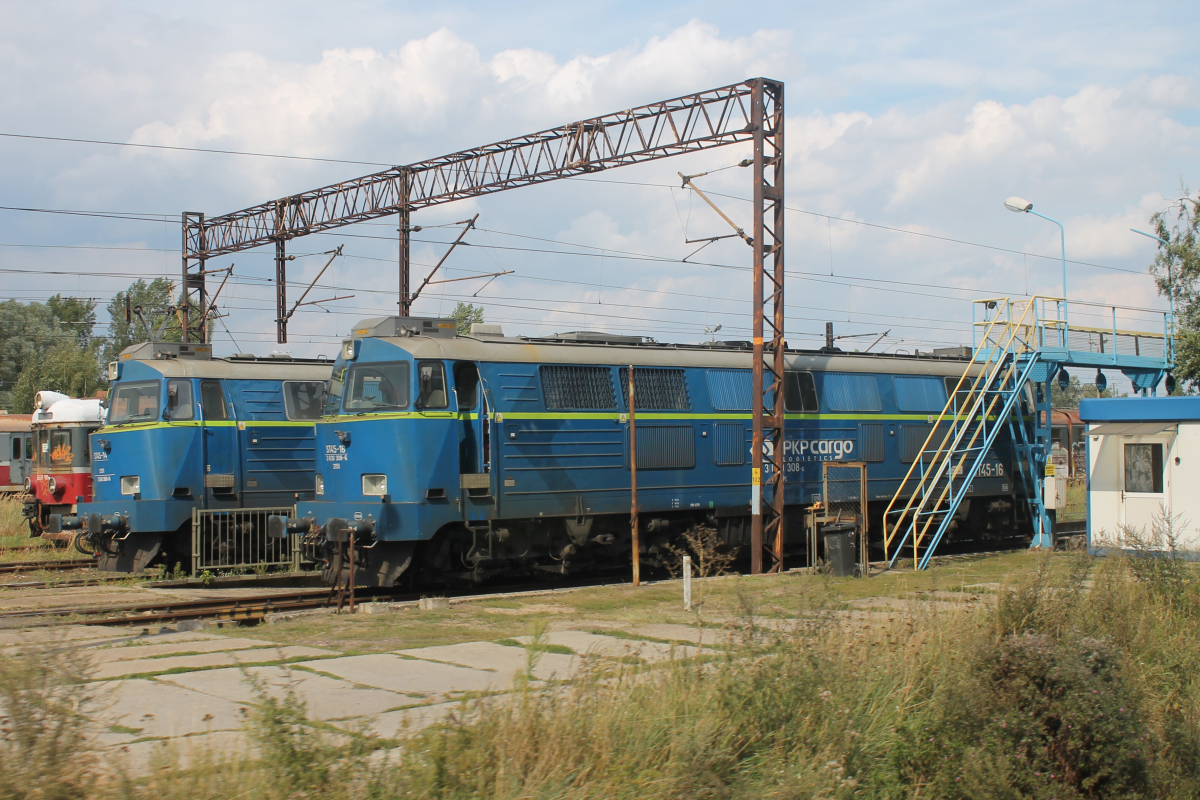
ST45-14 i 16 na toruńskich Kluczykach (2014)

Początkowo wszystkie ST45 (oprócz ST45-04) zostały wpisane na stan Kujawskiego Zakładu Spółki PKP Cargo i obsługiwały najczęściej pociągi w okolicy Torunia oraz trasę Grudziądz–Terespol Pomorski, przewożąc przeważnie pociągi z kruszywem. 30 czerwca 2010 ST45-04 została skierowana do pracy w lokomotywowni Czechowice-Dziedzice w Śląsko-Dąbrowskim Zakładzie Spółki PKP Cargo i prowadziła pociągi z samochodami z fabryki Fiata w Tychach. 16 grudnia 2010 do tej samej pracy skierowano również ST45-01. Sporadycznie czechowickie ST45 prowadziły pociągi w innych relacjach.